# Genpets
Genpetsあるいはジェンペッツとは芸術家Adam Brandejsによって製作された、生命科学をモチーフとしたミックスメディアアートである。 

## 概要
この作品はカナダとヨーロッパの複数のギャラリーで展示され、マスメディアの注目を集めている。
この創造物は、自立型の生物として設計され、ラテックスとプラスチックおよび、緩慢な呼吸をシミュレートする電子回路のカプセルから構成されている。
彼らは血の通ったおぞましい小さなヒューマノイドのように見え、ペットとして作られた、休眠中の遺伝子組み換え生命体であるかのように展示されている。 パッケージの色により、さまざまな個性や活動のレベル、および鳴き方の容量が表示されていて、購入の際に選択できるようになっているように見える。
この創造物は、あたかも本物のようにウェブサイトに掲載され、しばしばジョークに使われている。
2006年、Genpetsの話は、「デマの博物館（The Museum of Hoaxes）」に掲載され、カリフォルニア州サンディエゴに紹介された。 また『Click』と呼ばれるBBC番組の中の『BBC News Worldwide』で放送されただけでなく、ニューヨークタイムズ紙（英国）、ニューヨークタイムズおよびG4TechTVにも流れた。
すべては、アーティストAdam Brandejsによって行われメイクアップアーティストのCrystal Pallisterが支援して行われたものである。
Genpetsの作品は、アートギャラリーで見ることが出来る。 Genpetsは、北米と欧州の複数のファインアートギャラリーや美術館で同時に公開されている。